# Natstar
Natstar est un environnement de développement intégré développé par la société Nat System. Il a pris la suite de NSDK. Il permet la réalisation d'applications graphiques d'envergure à fort volume. 
Conçu comme un outil simple d'utilisation, Natstar a pour projet de permettre à son utilisateur une maîtrise rapide de l'environnement de développement, ainsi que de favoriser le travail collaboratif. Il s'appuie sur le langage de programmation NCL.

## Source
Nat System